# I Love You Phillip Morris
Pour les articles homonymes, voir Philip Morris (homonymie) et Morris.
Pour plus de détails, voir Fiche technique et Distribution.
I Love You Phillip Morris, également intitulé Je t'aimerai toujours Philip Morris au Québec, est un film franco-américain coréalisé par Glenn Ficarra et John Requa, sorti en 2009. Il est inspiré de l'histoire vraie de l'escroc Steven Jay Russell.

## Synopsis
Steven Jay Russell est un homme marié, père de famille conventionnel et policier. Apprenant qu'il a été vendu par sa mère biologique sur le parking de la maternité au couple d'Américains moyens qui l'a élevé, il se met en tête de la retrouver en utilisant frauduleusement les bases de données de la police. Grâce à cela, il la retrouve, mais elle le rejette. Puis un jour, à la suite d'un accident de voiture, Steven décide de faire son coming out et quitte femme et enfant. Steven vit à présent avec Jimmy et habite Miami, mais la vie en Floride coûte cher en vêtements, sorties, cadeaux coûteux à Jimmy comme des montres de luxe, etc., il enchaîne donc les arnaques à l'assurance et il est arrêté.
Il est alors envoyé en prison au Texas et là, il tombe amoureux de Phillip Morris, un détenu du pénitencier, romantique et désarmant de naïveté. Steven utilise tous les stratagèmes pour qu'ils soient réunis et parvient d'abord à partager sa cellule. Steven, sorti de prison avant Phillip, se fait alors passer pour son avocat afin de le faire libérer, il y parvient. Après leurs retrouvailles, il est engagé comme directeur financier dans un fonds de pension grâce à un CV falsifié et à ses talents de bluffeur. Il détourne alors beaucoup d'argent. Le couple vit dans un luxe tapageur qui inquiète le naïf Phillip. L'escroquerie est découverte par un collègue suspicieux, jaloux de la Mercedes-Benz dernier cri achetée par Steven. Il est arrêté, renvoyé en prison, mais il est toujours prêt à tout pour retrouver son amoureux condamné pour complicité, car il a utilisé son nom pour ses détournements. Il s'échappe quatre fois de prison, la dernière en se faisant passer pour un malade du sida en phase terminale. Phillip est stupéfait de le revoir vivant et libre. Steven essaye de se faire pardonner, mais Philip hésite à lui refaire confiance. C'est malheureusement en se faisant une fois encore passer pour avocat afin d'obtenir la libération de son amant que Steven tombe par hasard, dans les toilettes du tribunal, sur un juré qui n'est autre que l'ancien collègue jaloux. Celui-ci le dénonce à nouveau, Steven est arrêté et condamné à la perpétuité sous haute surveillance, l'un des facteurs aggravants étant d'avoir ridiculisé l'État du Texas. Phillip Morris est sorti de prison en 2006.

## Fiche technique
- Titre original : I Love You Phillip Morris
- Titre français : I Love You Phillip Morris
- Titre québécois : Je t'aimerai toujours Philip Morris
- Réalisation : Glenn Ficarra et John Requa
- Scénario : Glenn Ficarra et John Requa, d'après le livre de Steve McVicker
- Image : Thomas J. Nordberg
- Musique originale : Nick Urata
- Production : Luc Besson, Far Shariat (en), Andrew Lazar & Miri Yoon
- Sociétés de production : EuropaCorp Distribution et Mad Chance
- Pays de production :  États-Unis et  France
- Langue d'origine : anglais
- Format : couleur - 35 mm - 1,85:1 - Stéréo
- Genre : biopic, comédie noire, comédie romantique
- Durée : 96 minutes
- Dates de sortie : 
  - États-Unis : 18 janvier 2009 (Festival de Sundance), 3 décembre 2010 (sortie limitée)
  - France : 12 mai 2009 (Festival de Cannes), 22 novembre 2009 (Festival Chéries-Chéris), 10 février 2010 (sortie nationale)
  - Belgique : 10 février 2010
  - Royaume-Uni : 17 mars 2010
  - Québec : 1er avril 2011
- Dates de sortie DVD :
  - France : 16 juin 2010

## Distribution

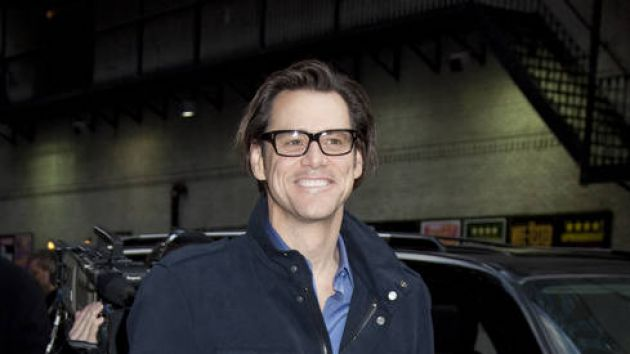
La star du film Jim Carrey en 2010, au Late Night Show de David Letterman pour la promotion du film.

- Jim Carrey (VF : Emmanuel Curtil) : Steven Jay Russell
- Ewan McGregor (VF : Bruno Choel) : Phillip Morris
- Leslie Mann (VF : Brigitte Aubry) : Mme Russell
- Rodrigo Santoro : Jimmy
- Antoni Corone : Lindham
- Griff Furst : Mark
- Brennan Brown (VF : Bernard Gabay) : Larry Bukheim
- Aunjanue Ellis (VF : Juliette Degenne) : Reba
- Clay Chamberlain : Arnie
- Marylouise Burke : Barbara Bascombe
- DeVere Jehl (VF : Ludovic Baugin) : Samuel
- Michael Showers : Gary
- Annie Golden : Eudora Mixon

## Autour du film
- La dernière arrestation de Steven Jay Russell date de 1998. Son amoureux Phillip Morris est libéré en 2006. Steven Russell est toujours en prison, enfermé 23h/24h, disposant seulement d'une heure d'exercice et de douche sous surveillance.
- Le vrai Phillip Morris fait une apparition à la fin du film, jouant le rôle de l'avocat de Steven Russell.